# Bob Paisley
Robert "Bob" Paisley (Hetton-le-Hole, 1919. január 23. – Liverpool, 1996. február 14.) a Liverpool FC játékosa, majd legendás vezetőedzője 1974 és 1983 között. Az angol futball egyik legsikeresebb menedzsere.

## Pályafutása

### Játékosként
Paisley már az általános iskolában kiemelkedő tehetség volt. Miután befejezte az iskolát, édesapjának segített a bányában, majd a Hetton FC-hez csatlakozott. A Sunderland megfigyelői ekkoriban magasságára hivatkozva eltanácsolták, majd a Wolverhamptontól és a Tottenhamtől sem kapott szerződésajánlatot. Egy püspök közreműködésével a Bishop Auckland csapatához igazolt, itt két szezon alatt megnyerte az amatőr bajnokságot. A Liverpool ennek hatására kereste meg, és igazolta le. A Vörösökhöz 1939. május 8-án írt alá, azonban rögtön ez után besorozták a hadseregbe, ezért csak néhány év múlva, 1946 januárjában debütálhatott a csapatban. A szezon végén megnyerték a bajnokságot. Utolsó mérkőzésére 1954. március 13-án került sor, a Sheffield United ellen azonban veszítettek. Összesen 277 alkalommal lépett pályára a Liverpool színeiben, melyeken 13-szor talált be. Visszavonulását követően azonnal az edzői stábban folytatta a liverpooli munkát.

### Edzőként
Visszavonulását követően felkérték a Liverpool tartalékcsapatának vezetésére, melyet el is fogadott. A bajnokságban a második helyet érték el. Mikor korábbi csapattársa, Phil Taylor lett az első csapat vezetőedzője, őt felkérte segítőjének. Mikor a klub edzőváltáson ment keresztül, és Bill Shankly érkezett, ő nem távozott, maradt pozíciójában. Időközben elvégzett egy fizioterápiás képzést, egy tanácsának köszönhetően pedig megnyerték az 1965-66-os bajnokságot. A sérüléseket olyan hatékonyan elkerülték, hogy a KEK-ben csak 14 játékosra volt szükségük. Miután Shankly 1974 nyarán visszavonult, Paisley-nek felajánlották a vezetőedzői pozíciót, amelyet kis hezitálás után elvállalta. Az 1974-75-ös szezonban megnyerték a bajnokságot és az UEFA-kupát is, a Liverpool pedig Anglia legmeghatározóbb csapatává vált. A következő időszakban hatszor nyerték meg az első osztályt (kétszer másodikként végeztek) és az UEFA-kupát, a Ligakupát háromszor, az angol szuperkupát ötször, a Charity Shield-et és az UEFA-szuperkupát pedig egyszer-egyszer. Hat alkalommal választották az év edzőjének Angliában. Összesen 19 trófeán nyert meg, mely számmal az angol futball legeredményesebb edzője. 1982-83-ban bejelentette visszavonulását, utódja Joe Fagan lett. 1986-ban kis híján Ír szövetségi kapitány vált belőle, azonban végül Jack Charlton mellett döntöttek. A Liverpoolnál tanácsadóként dolgozott, majd igazgatóként, végül 1992-ben végleg visszavonult. 1996. február 14-én halt meg, 77 éves korában. Még ebben az évben az Anfielden megnyílt a Paisley-kapu, majd 2020-ban szobrot avattak a stadion mellett (a jelenet őt ábrázolja, amint a sérült Emlyn Hughes-t a hátán viszi le a pályáról).

## Sikerei, díjai

### Játékosként

#### Liverpool
- Angol bajnok (1): 1946-47

### Edzőként

#### Liverpool
- Angol bajnok (6): 1975–76, 1976–77, 1978–79, 1979–80, 1981–82, 1982–83
- Angol Ligakupa (3): 1980–81, 1981–82, 1982–83
- Charity Shield (6): 1974, 1976, 1977, 1979, 1980, 1982
- BEK (3): 1976–77, 1977–78, 1980–81
- UEFA-kupa (1): 1975–76
- UEFA-szuperkupa (1): 1977
- Angol bajnokság második helyezett (2): 1974–75, 1977–78
- FA-kupa ezüstérmes (1): 1976–77
- Ligakupa ezüstérmes (1): 1977–78
- Interkontinentális kupa ezüstérmes (1): 1981
- UEFA-szuperkupa ezüstérmes (1): 1978